# شیماموتو، اوساکا
شیماموتو، اوساکا (به لاتین: Shimamoto, Osaka) یک منطقهٔ مسکونی در ژاپن است که در استان اوساکا واقع شده‌است. شیماموتو ۲۹٬۰۰۳ نفر جمعیت دارد.